# Gasteracantha doriae
Gasteracantha doriae là một loài nhện trong họ Araneidae.
Loài này thuộc chi Gasteracantha. Gasteracantha doriae được Eugène Simon miêu tả năm 1877.